# Vejara
Vejara es un trío de músicos chilenos formado por Javier Guiñez en el bajo y la voz, Mauricio Barrueto a la guitarra y Luis Barrueto en la percusión. Practican un estilo de música autodenominado Folktrovarock, que mezcla la raíz folklórica latinoamericana y la canción con contenido, con las sonoridades del rock y la música popular.

## Historia
Sus primeras presentaciones fueron en el año 1994, en el Liceo Experimental Artístico, cuna de estos tres músicos, seguida de frecuentes invitaciones a distintas Universidades dentro y fuera de Santiago de Chile. En el año 1998 graban su primer disco titulado Cadenas tricolores, financiado por el departamento de cultura del Ministerio de Educación. Este disco es el resultado de un proyecto de recopilación folklórica y composición en estilo, tema que el grupo trabajaba desde sus inicios. Es destacable su participación en el concierto Un canto de todos, un encuentro con los grandes de la trova latinoamericana y en el disco que originó dicho evento. Un hito importante en la historia del grupo es el haber sido invitados a dar un concierto en unos de los lugares más emblemáticos de la cultura latinoamericana: la Casa de las Américas en La Habana, Cuba. El concierto se transforma en su segundo disco, titulado En casa. En 2002 viajan a Europa, como representantes de la música latinoamericana, presentándose en España, Francia, Suecia y Noruega. En 2003 son invitados a participar en el álbum recopilatorio Newen Peñi que reúne a importantes grupos para avalar desde la ciudad la reivindicación del pueblo originario Mapuche. En 2004 destacan sus conciertos en Los Vilos, Quillota, Chanco, Purén, Puerto Saavedra, Carahue, Lonquimay y Lota, destinos de la Caravana Cultural organizada por la Federación de Estudiantes de la Universidad de Chile. En 2005 se edita el disco en vivo Caravana Fech, que celebra los primeros diez años del trío. En octubre de 2006 graban su primer DVD titulado Folktrovarock, junto a la productora independiente TripioFilms. A finales de 2007 lanzan su esperado cuarto disco titulado Latinoamerique?, un álbum de estudio donde predomina el sonido acústico del cajón y la guitarra en contraste a sus anteriores producciones marcadas por una sonoridad más roquera. En 2008 lanzan el disco Folktrovarock con el que vuelven a la sonoridad de sus inicios de rock, folklore y trova.

## Discografía
Álbumes de estudio
- 1998 Cadenas tricolores
- 2002 En casa
- 2004 Caravana Fech
- 2007 Latinoamerique?
- 2008 Folktrovarock